# Веремко, Прокофий Андреевич
Прокофий Андреевич Веремко (1902 — 04.06.1949) — советский работник сельского хозяйства, старший конюх виноградарского совхоза «Красный маяк» Бериславского района Херсонской области, Герой Социалистического Труда.

## Биография
Родился в 1902 году в деревне Модрынец Грубешовского уезда Люблинской губернии Российской империи. Украинец. Окончил начальную школу. После службы в армии работал на заводе.
Участник Великой Отечественной войны.
В 1946 году переехал вместе с семьёй в село Змиевка, а затем — в село Крупица Бериславского района Херсонской области. Работал старшим конюхом в виноградарском совхозе «Красный маяк». Умело ухаживал за лошадьми, которые в то время были основной тягловой силой. В 1948 году вырастил при конюшенном содержании лошадей 20 жеребят от 20 кобыл, имевшихся на начало года.
Погиб 4 июня 1949 года, спасая тонувшего в реке высокопородистого жеребца.
За особые заслуги в развитии сельского хозяйства Указом Президиума Верховного Совета СССР от 11 октября 1949 года Веремко Прокофию Андреевичу присвоено звание Героя Социалистического Труда.
Награждён орденом Ленина, медалями.